# David Arsjakjan
David Arsjakjan (armensk: Դավիթ Ռուդոլֆի Արշակյան tr. David Rudolfi Arsjakjan født den 16. august 1994) er en armensk fodboldspiller.

## Karriere

### FC Mika
Arsjakjan begyndte sin professionelle karriere i armenske FC Mika i 2012. Han fik tre kampe i de bedste armenske række i sæsonen 2012/2013, hvor holdet vandt den armenske Super Cup.

### FK Trakai
Arsjakjan skiftede til Litauen og FK Trakai i 2015. I 34 ligekampe scorede Arsjakjan 25 mål - herunder tre hattricks. Han var kun tre scoringer fra at blive ligatopscorer i sin første sæson. I samme sæson optrådte han også i UEFA Europa League-kvalifikationen, hvor han scorede fem mål i seks kampe.
I den efterfølgende sæson scorede Arsjakjan ni mål i 18 kampe for FC Trakai.

### Chicago Fire
Den 3. august 2016 offentliggjorde MLS-klubben Chicago Fire, at den havde købt Arsjakjan fra FK Trakai og skrevet en to-årig kontrakt med option på både et tredje og et fjerde år. Arsjakjan debuterede for Chicago Fire den 27. august 2016, i et 6-2 nederlag mod D.C. United, da han erstattede Michael de Leeuw i det 56.minut.
Den 18. december 2017 fik Arsjakjan ophævet sin kontrakt med Chicago Fire efter gensidigt ønske.

### Vejle Boldklub
Den 26. januar 2018 annoncerede Vejle Boldklub, at klubben havde hentet Arsjakjan på en fri transfer. Han underskrev en kontrakt frem til sommeren 2020. Efter et halv år forlod han dog klubben igen.

## International karriere
Som ungdomsspiller har Arsjakjan repræsenteret Armenien på U-19 og U-21 niveauer. I august 2016 blev Arsjakjan kaldt op til Armeniens A-landshold forud for den første kamp VM-kvalifikation til slutrunden i 2018. Den 4. september 2016  debuterede han på A-landsholdet, da han startede inde for Armenien i VM-kvalifikationaskampen mod Danmarks fodboldlandshold i Parken. En kamp Danmark vandt 1-0.